# Butivske, Oleksandria
Butivske (în ucraineană Бутівське) este un sat în comuna Kosteantînivka din raionul Oleksandria, regiunea Kirovohrad, Ucraina.

## Demografie
Componența lingvistică a localității Butivske
     Ucraineană (95,29%)
     Rusă (3,33%)
     Alte limbi (1,37%)
Conform recensământului din 2001, majoritatea populației localității Butivske era vorbitoare de ucraineană (95,29%), existând în minoritate și vorbitori de rusă (3,33%).